# Miguel Ángel Sebastián Romero
Miguel Ángel Sebastián Romero (Florida, Bs. As., Argentina, 14 de diciembre de 1979) es un futbolista argentino. Juega de mediocampista por derecha y su actual equipo es Club Mercedes.

## Clubes
| Club                        | País      | Año       |
| --------------------------- | --------- | --------- |
| Chacarita Juniors           | Argentina | 2000-2003 |
| Eibar                       | España    | 2003-2004 |
| Gimnasia y Esgrima La Plata | Argentina | 2004-2005 |
| Banfield                    | Argentina | 2005-2006 |
| Racing Club de Avellaneda   | Argentina | 2006-2007 |
| Colón                       | Argentina | 2007-2009 |
| Independiente Rivadavia     | Argentina | 2009-2011 |
| Jorge Wilstermann           | Bolivia   | 2012-2013 |
| Chacarita Juniors           | Argentina | 2013-2014 |
| Almirante Brown             | Argentina | 2014-2016 |
| Club Mercedes               | Argentina | 2017-Act. |